# 豐中市
豐中市（日语：／ Toyonaka shi */?）是位在日本大阪府的北部，北攝地區裡的一個城市，距離大阪市中心約只有十五公里，為大阪都市圈近郊的一個衛星城市，西北部還有大阪國際機場，由於交通便利，在大阪府中為人口第四多的行政區劃，次於大阪市、堺市、東大阪市。2001年升格成為特例市，2012年進一步升格成為中核市。
轄區北部為千里丘陵地勢較高，南部則為大阪平原，地層屬於洪積層結構，主要以砂石和粘土交互形成。轄區內除了位於大阪國際機場周邊的緩衝綠地以外，大部分區域都是已完成實施都市計劃的市街地區，最主要的綠地則是位於東部的服部緑地；另外由於南部的高川和天竺川由於歷史上曾多次發生洪水，在多次築堤之下，現在在部分河段已經成為了懸河。

## 人口
| 豐中市人口分布圖 |                                               |  |
| 豐中市與日本全國年齡別人口分布比較圖 （2005年資料） | 豐中市的年齡、男女別人口分布圖 （2005年資料） |  |
| ■紫色是豐中市 ■綠色是全国 | ■藍色是男性 ■紅色是女性                       |  |
| 豐中市人口變化 \| 1970年 \| 368,498人 \| \| \| 1975年 \| 398,384人 \| \| \| 1980年 \| 403,174人 \| \| \| 1985年 \| 413,213人 \| \| \| 1990年 \| 409,837人 \| \| \| 1995年 \| 398,908人 \| \| \| 2000年 \| 391,726人 \| \| \| 2005年 \| 386,623人 \| \| \| 2010年 \| 389,341人 \| \| \| 2015年 \| 395,479人 \| \| \| 2020年 \| 401,558人 \| \| |                                               |  |
| 資料來源：日本總務省統計中心提供之人口普查數據 |                                               |  |
| 1970年 | 368,498人                                     |  |
| 1975年 | 398,384人                                     |  |
| 1980年 | 403,174人                                     |  |
| 1985年 | 413,213人                                     |  |
| 1990年 | 409,837人                                     |  |
| 1995年 | 398,908人                                     |  |
| 2000年 | 391,726人                                     |  |
| 2005年 | 386,623人                                     |  |
| 2010年 | 389,341人                                     |  |
| 2015年 | 395,479人                                     |  |
| 2020年 | 401,558人                                     |  |

## 历史
現在的豐中市大部分區域在在令制國時代屬於攝津國豐島郡，僅東北部區域屬於三島郡（8世紀後屬於岛下郡）；在文獻紀錄中，「豐島」的名稱最早出現在712年編撰的古事記中巻，之後的續日本紀中也有記載到769年稱德天皇為承認豐島本地15為豪族的地位，曾賜姓他們。
8世紀至11世紀期間，此地曾先後設立了椋橋莊、利倉莊等莊園，11世紀末期後，本地連同包括整個豐島地方大多成為藤原氏的私有領地；15世紀應仁之亂中，本地開始陷入長期的戰亂，直到16世紀織田信長的勢力到達攝津國之後，本地才隨著整個攝津國成為荒木村重的領地，但之後又一度因為荒木村重的叛亂而遭到戰火波及，但之後由於成為織田信長及後繼的豐臣秀吉統一全日本的主要據點而迅速復興。
江戶時代此區域被分割得很零碎，大部分區域為幕府直屬或旗本的領地，岡田藩、飯野藩、麻田藩和淀藩在此也有領地，其中麻田藩的領地雖然大多不在此，但其藩廳麻田陣屋是設於現在豐中市西北部的螢池地區。
19世紀明治維新後，本地曾先後隸屬大坂裁判所司農局、大阪府司農局、大阪府北司農局、攝津縣、豐崎縣、兵庫縣、麻田縣、岡田縣、淀縣、深津縣，直到1871年第一次府縣整併才全數併入大阪府。
1889年實施町村制後，現在的豐中市轄區在當時分屬麻田村、豐中村、櫻井谷村、熊野田村、中豐島村、南豐島村、內村、小曾根村、新田村共九個行政區劃；豐中村先在1927年升格改制為豐中町，1936年進一步與麻田村、櫻井谷村、熊野田村合併為豐中市，1947年至1955年期間又陸續併入其餘地區，確認了現今豐中市的轄區範圍。
1950年代末期，當時豐中市的市街地約僅占兩成，其餘地區多為農地與山林；1960年代千里新市鎮開始開發後，人口快速成長，產業迅速往商業、服務業發展，逐漸成為現在市街地面積超過七成，農地及山林僅餘下不到5%。

### 變遷表
| 1889年4月1日 | 1889年 - 1912年 | 1912 - 1944年             | 1912 - 1944年           | 1945年 - 1954年          | 1955年 - 1988年         | 1989年 - 现在 | 现在   |
| ------------ | --------------- | ------------------------- | ----------------------- | ------------------------ | ----------------------- | ------------- | ------ |
| 内村         | 内村            | 内村                      | 1939年9月1日 改制為内町 | 1939年9月1日 改制為内町  | 1955年1月1日 併入丰中市 | 丰中市        | 丰中市 |
| 丰中村       | 丰中村          | 1927年4月1日 改制為丰中町 | 1936年10月15日 丰中市   | 1936年10月15日 丰中市    | 丰中市                  | 丰中市        | 丰中市 |
| 麻田村       |                 |                           | 1936年10月15日 丰中市   | 1936年10月15日 丰中市    | 丰中市                  | 丰中市        | 丰中市 |
| 樱井谷村     |                 |                           | 1936年10月15日 丰中市   | 1936年10月15日 丰中市    | 丰中市                  | 丰中市        | 丰中市 |
| 熊野田村     |                 |                           | 1936年10月15日 丰中市   | 1936年10月15日 丰中市    | 丰中市                  | 丰中市        | 丰中市 |
| 中丰岛村     | 中丰岛村        | 中丰岛村                  | 中丰岛村                | 1947年3月15日 併入丰中市 | 丰中市                  | 丰中市        | 丰中市 |
| 南丰岛村     |                 |                           |                         | 1947年3月15日 併入丰中市 | 丰中市                  | 丰中市        | 丰中市 |
| 小曾根村     |                 |                           |                         | 1947年3月15日 併入丰中市 | 丰中市                  | 丰中市        | 丰中市 |
| \| 新田村    | \| 新田村       | \| 新田村                 | \| 新田村               | 1953年7月1日 併入丰中市  | 丰中市                  | 丰中市        | 丰中市 |
| \| 新田村    | \| 新田村       | \| 新田村                 | \| 新田村               | 1953年7月1日 併入吹田市  |                         |               |        |

## 行政

### 歴任市長
| 屆    | 姓名       | 上任日期       | 卸任日期       |
| ----- | ---------- | -------------- | -------------- |
| 1-2   | 奧村泰助   | 1937年3月16日  | 1940年9月28日  |
| 3-4   | 中川種治郎 | 1940年10月19日 | 1945年12月28日 |
| 5     | 田中嘉治   | 1946年6月14日  | 1946年11月13日 |
| 6     | 藤井廣太郎 | 1947年4月6日   | 1951年4月4日   |
| 7     | 塚本重藏   | 1951年4月25日  | 1955年4月14日  |
| 8-10  | 藤戶翼     | 1955年5月2日   | 1966年3月27日  |
| 11-12 | 竹內義治   | 1966年5月15日  | 1974年5月14日  |
| 13-16 | 下村輝雄   | 1974年5月15日  | 1990年5月14日  |
| 17-18 | 林實       | 1990年5月15日  | 1998年5月14日  |
| 19-20 | 一色貞輝   | 1998年5月15日  | 2006年5月14日  |
| 21-23 | 淺利敬一郎 | 2006年5月15日  | 2018年5月14日  |
| 24-25 | 長內繁樹   | 2018年5月15日  | 現任           |

## 交通

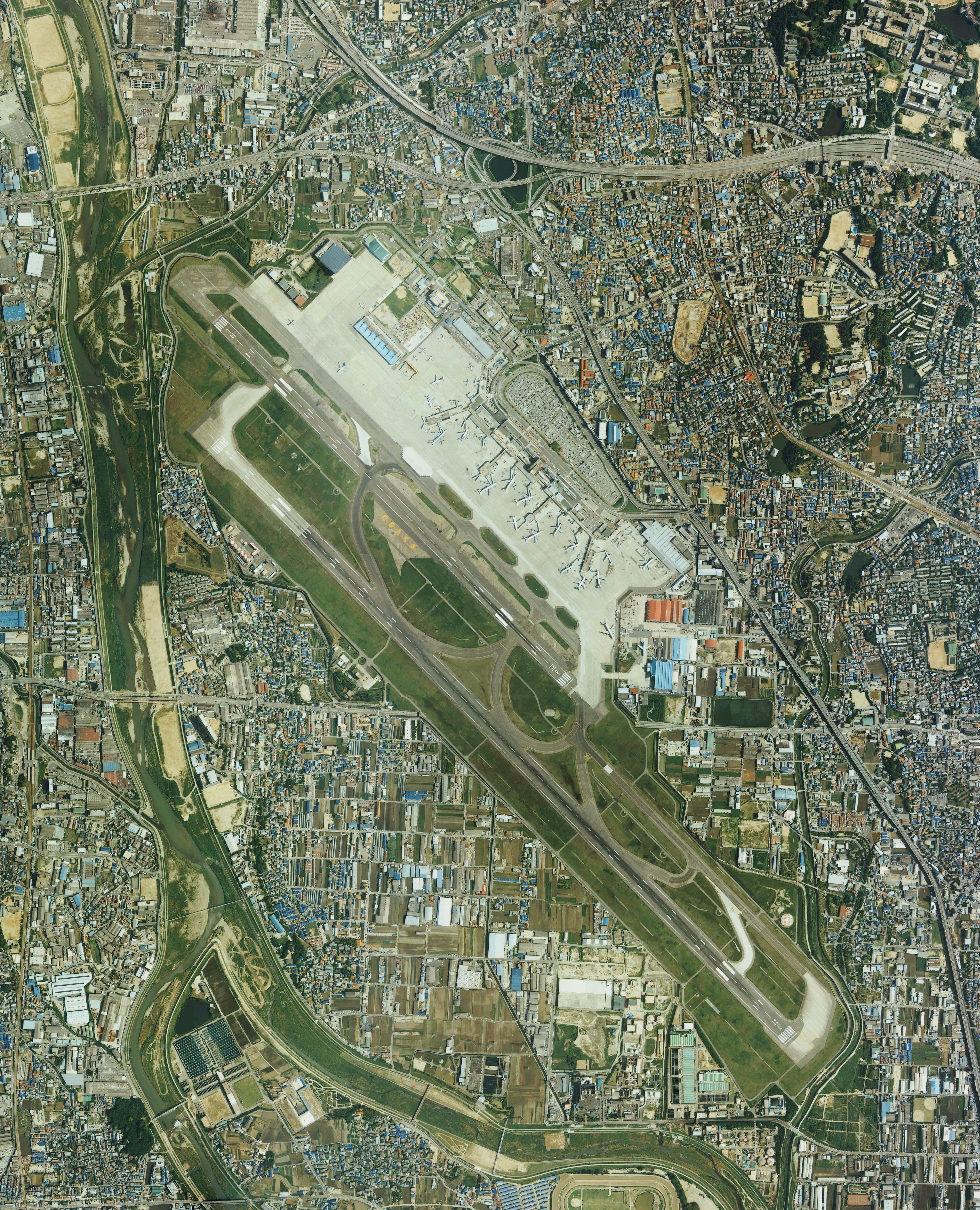
大阪國際機場空照圖，東側即為豐中市轄區。

大阪過去的主要機場大阪國際機場位於轄區的西北部，機場本身的東半部與主要航廈設施都位於豐中市轄區，在關西國際空港啟用後，這裡的航班數量銳減，但由於仍然具有距離大阪市中心非常近的優勢，仍為大阪市區內搭乘國內航線的首要選擇。
轄內最主要的軌道交通市南北貫穿整個轄區的阪急電鐵寶塚本線，往北可到池田市、川西市、寶塚市，往南可進入大阪市區；北部還有北大阪急行電鐵南北線和大阪高速鐵道大阪單軌電車線通過千里新市鎮，最南端阪急電鐵神戶本線約有一公里的路段其實也通過轄內，但此區間並未設有車站。
高速公路部分，在南部的舊市區有名神高速道路和阪神高速11號池田線通過，後者因為可連接大阪國際機場，也曾被稱作「機場線」；在北部則有中國自動車道通過。
轄內客運則以阪急巴士所經營的路線為主，阪急巴士的公司也設於轄內，阪急巴士豐中営業所也就設於公司本社所在處。

### 鐵路
阪急電鐵
- 寶塚本線：（大阪市） - 內站 - 服部天神站 - 曾根站 - 岡町站 - 豐中站 - 螢池站 - （大阪市→）

北大阪急行電鐵
- M  南北線：（箕面市） - 千里中央站 - （吹田市） - 綠地公園站 - （吹田市）

大阪高速鐵道
- 大阪單軌電車線：大阪機場站 - 螢池站 - 柴原阪大前站 - 少路站 - 千里中央站 - （吹田市→）

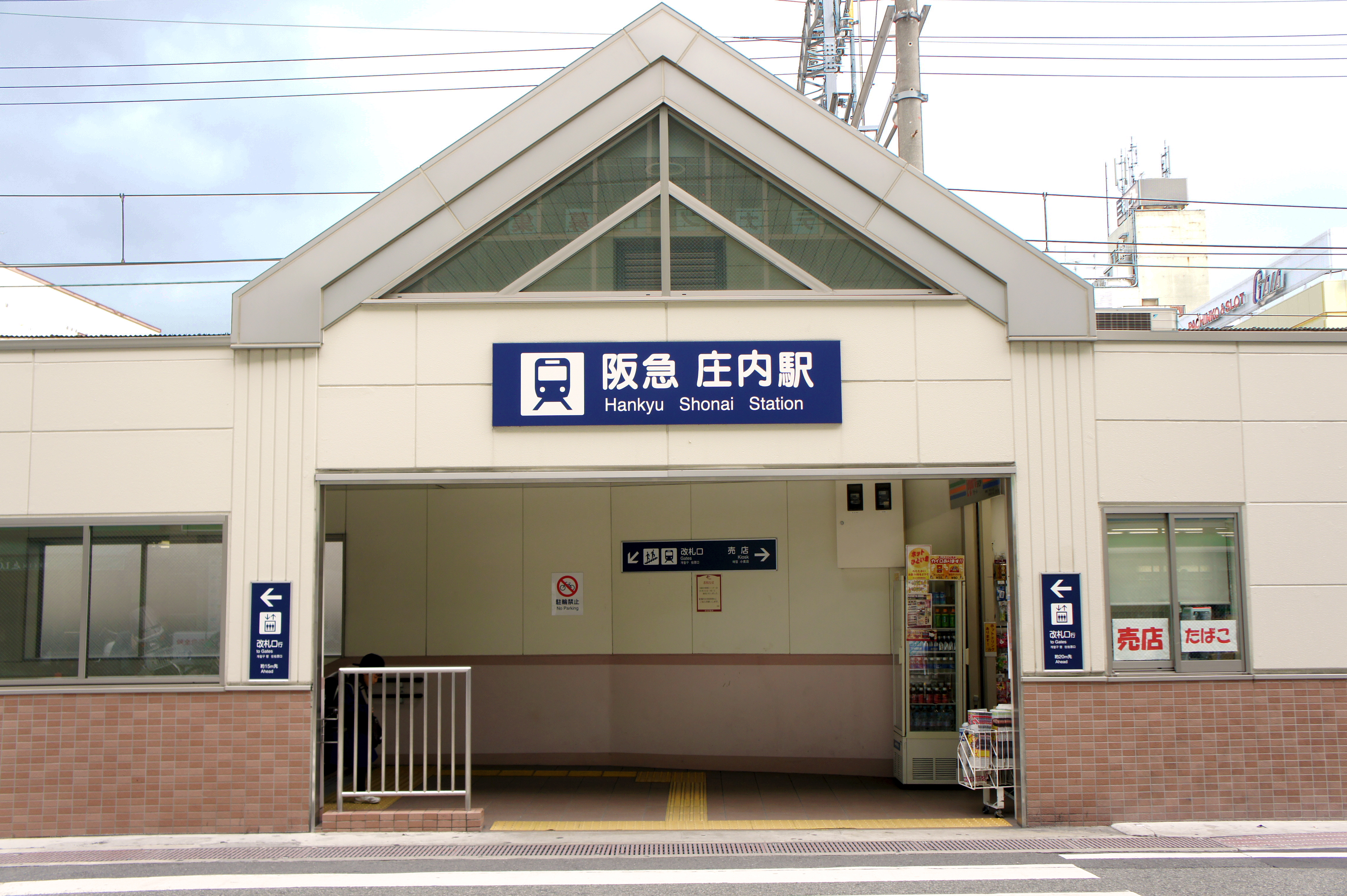
內車站
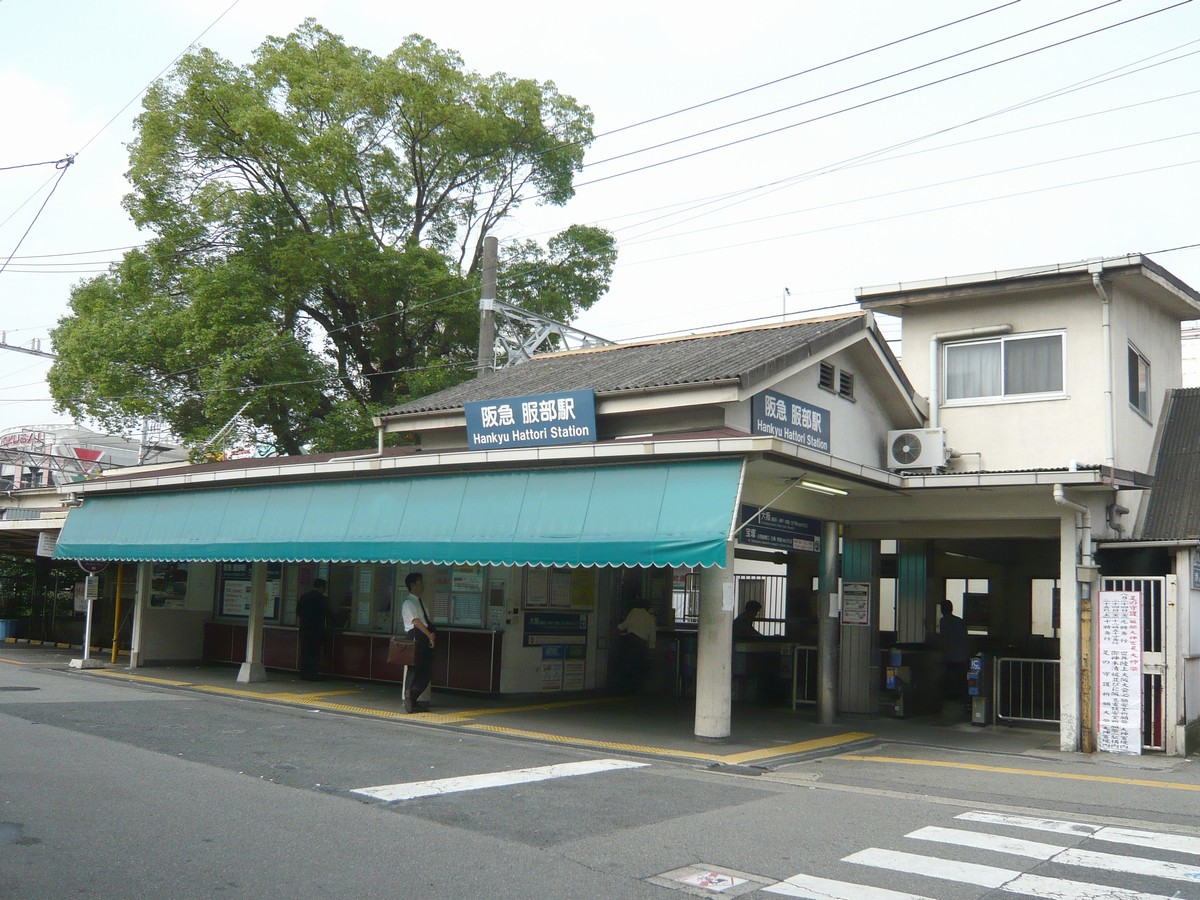
服部天神車站
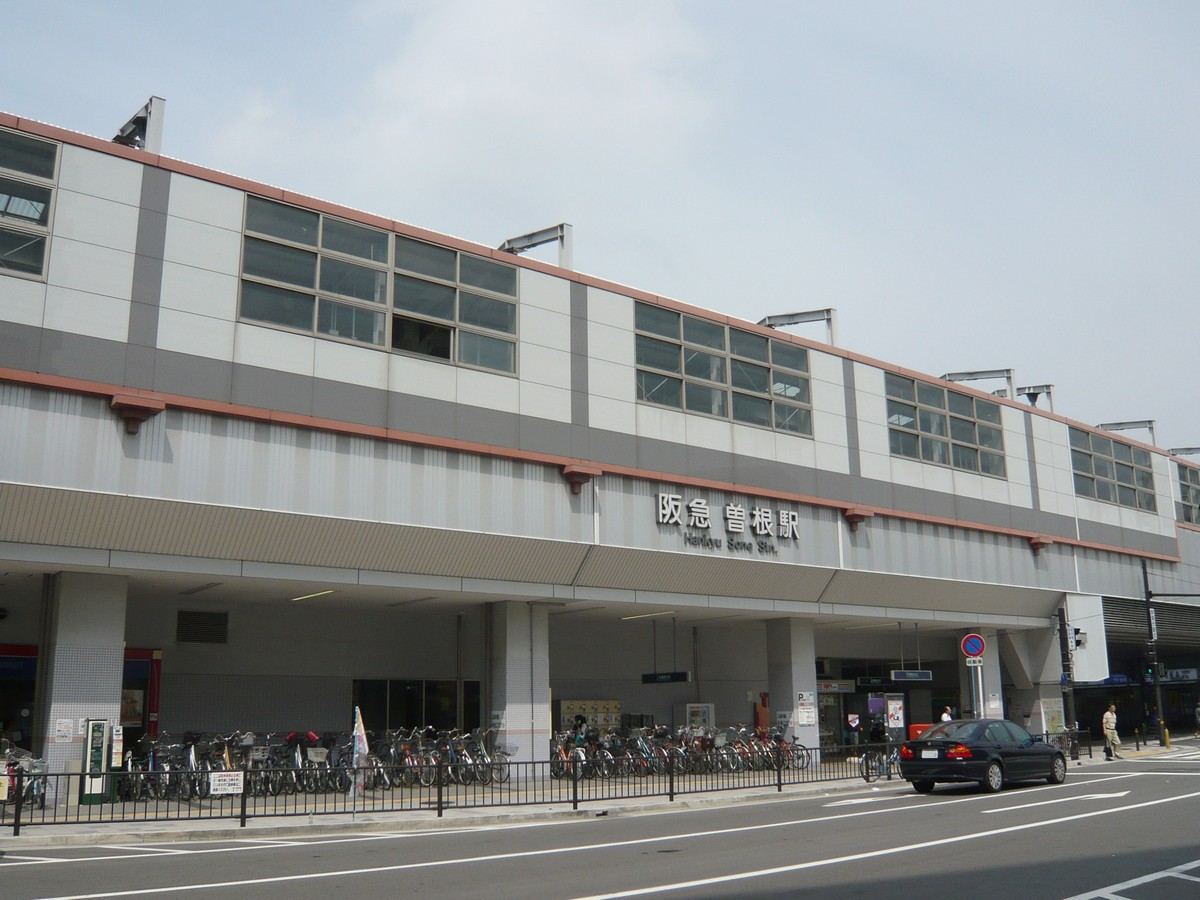
曾根車站
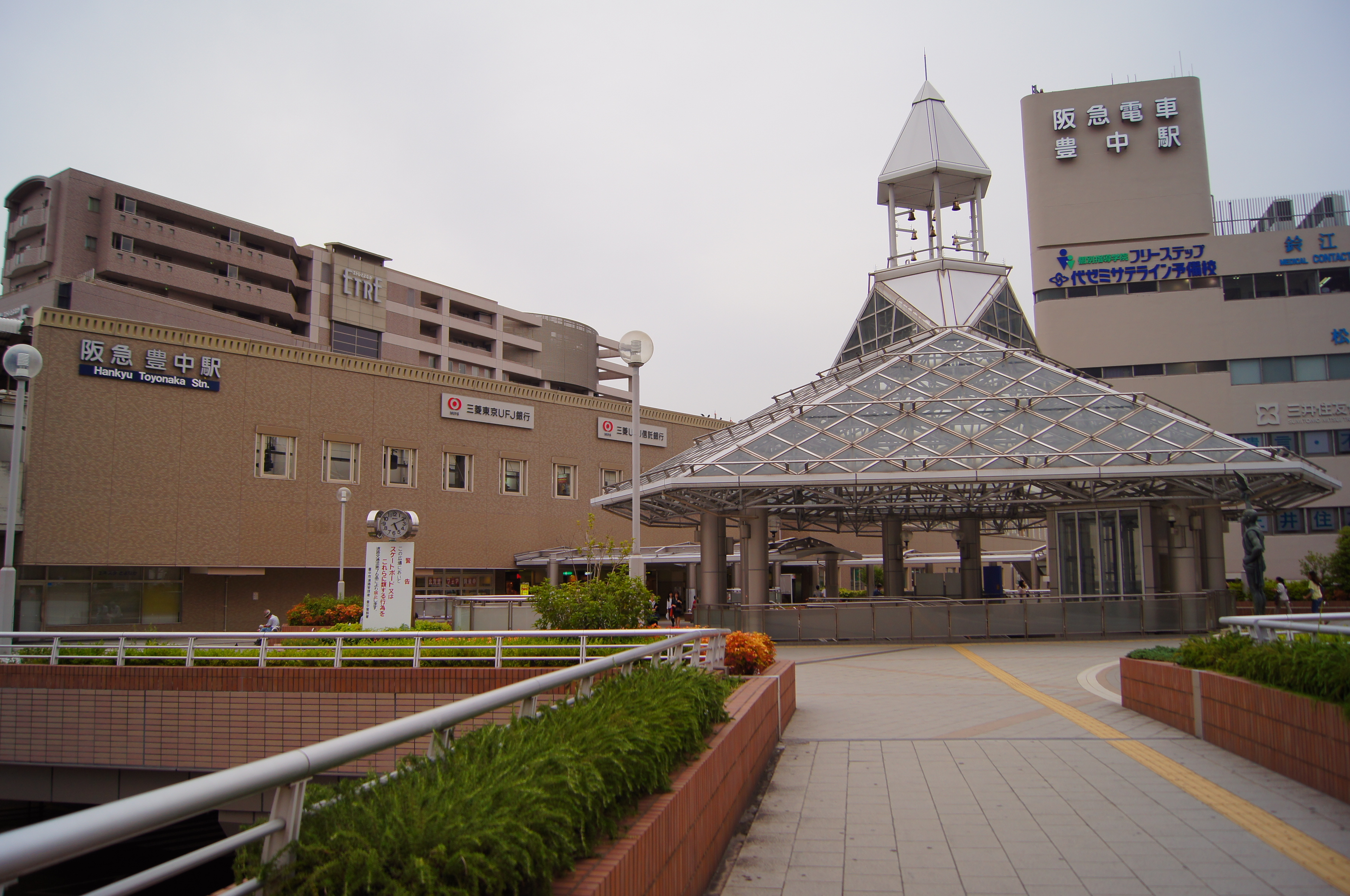
豐中車站
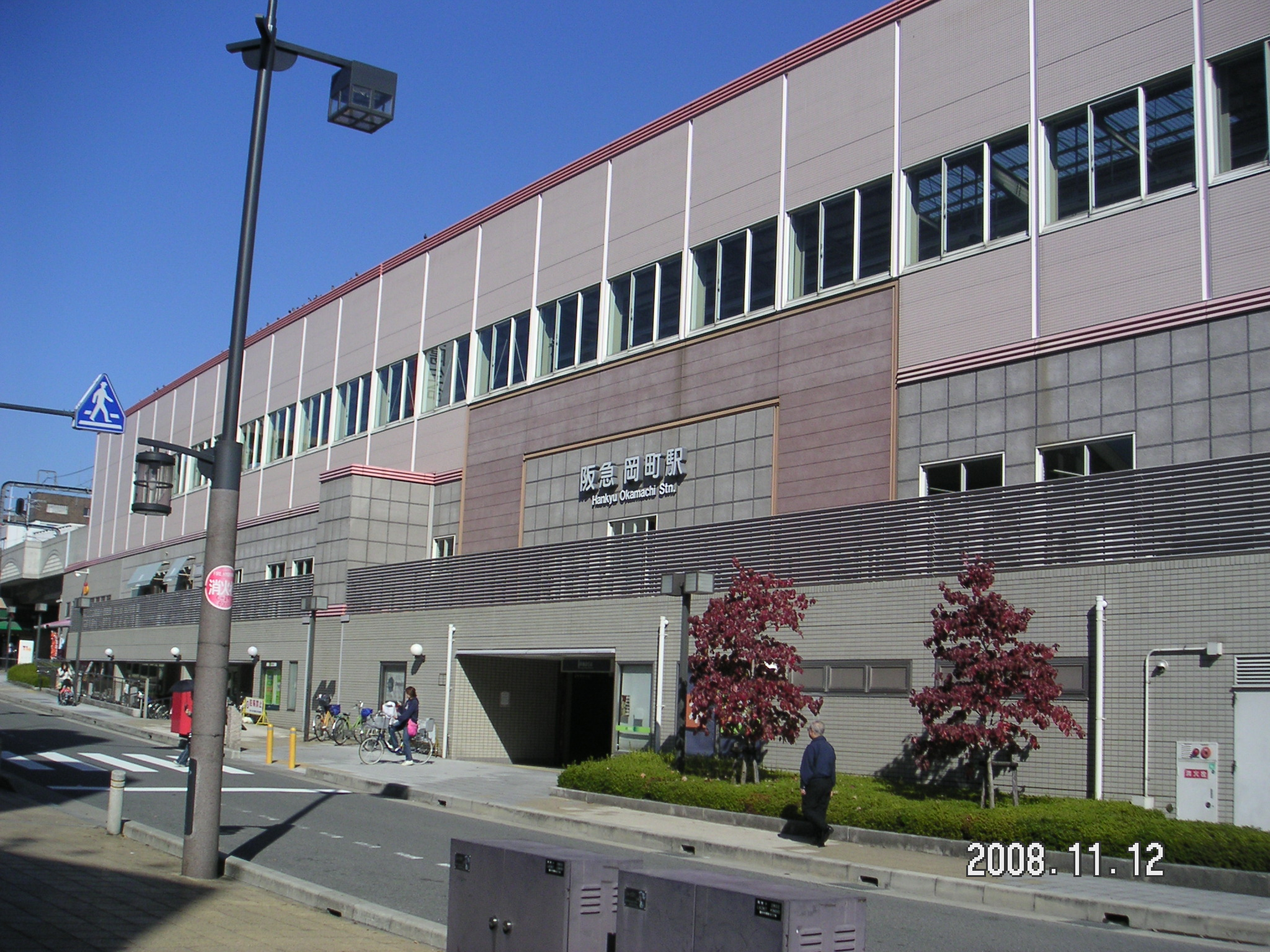
岡町車站
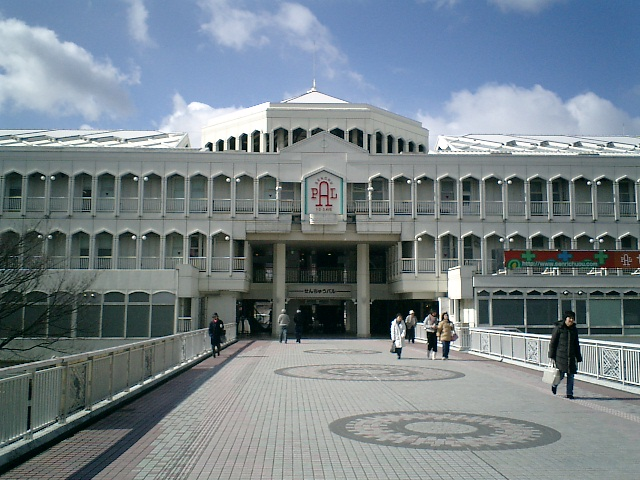
北大阪急行電鐵千里中央車站
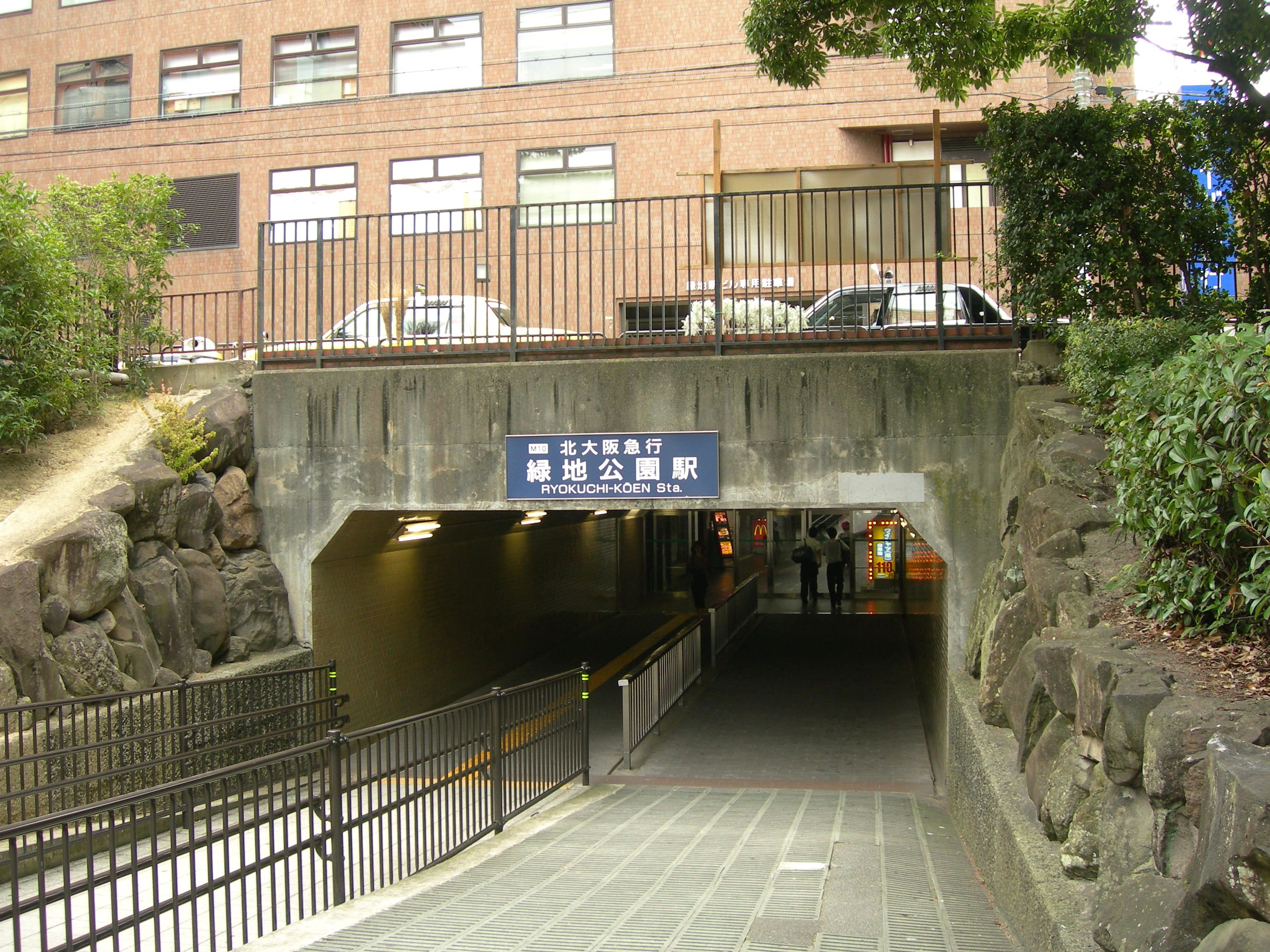
綠地公園車站
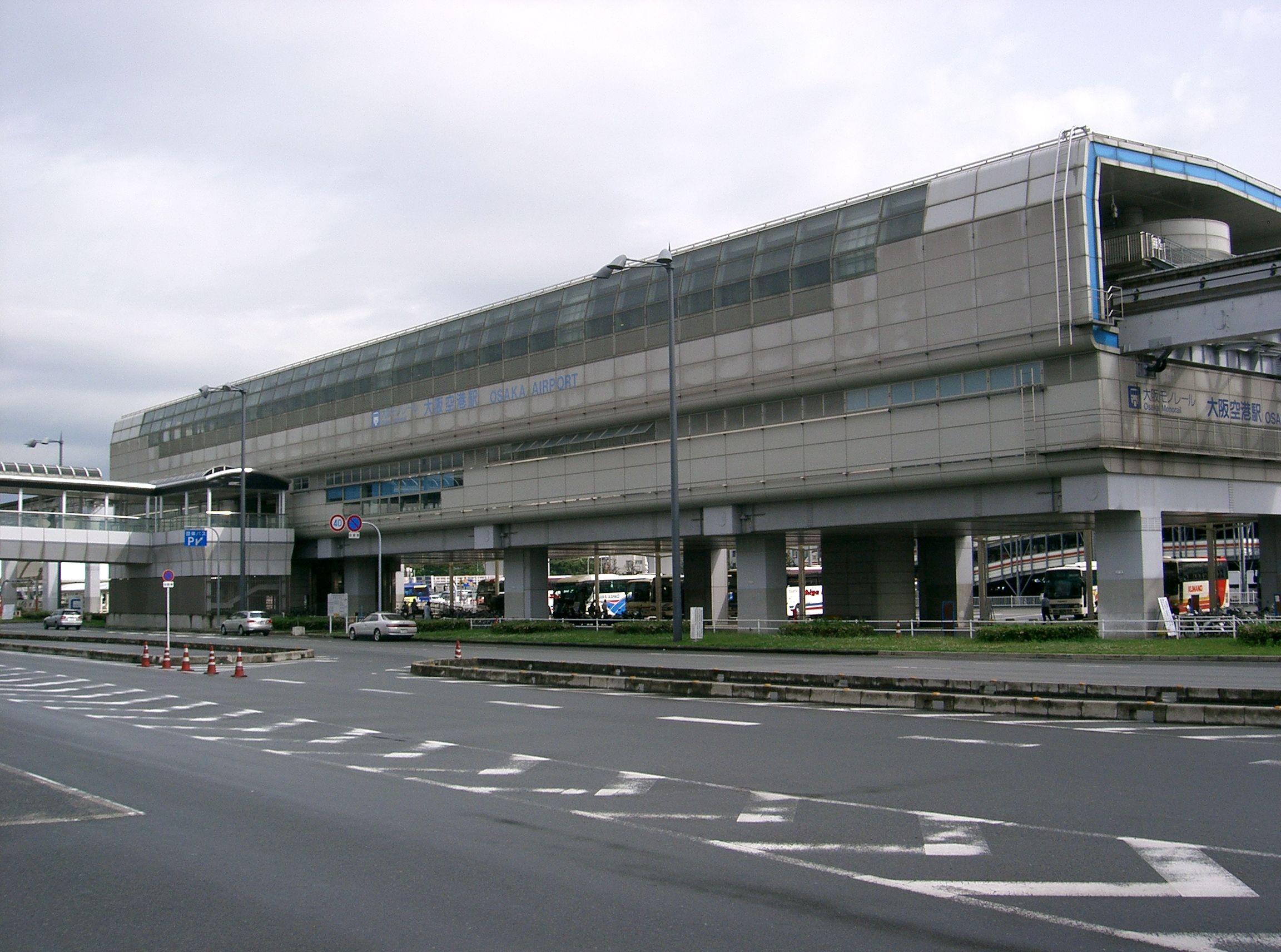
大阪機場車站

### 公路
高速公路
- 中國自動車道：（吹田市） - 中國豐中交流道 - （池田市）
- 名神高速道路：（吹田市） - 豐中交流道（日语：豊中インターチェンジ） - （尼崎市）
- 阪神高速11號池田線：（大阪市） - 豐中南出入口（日语：豊中インターチェンジ） - 豐中北出入口（日语：豊中北出入口） - 大阪機場出入口（日语：大阪空港出入口） - 螢池系統交流道（日语：蛍池ジャンクション） - （池田市）

## 觀光資源

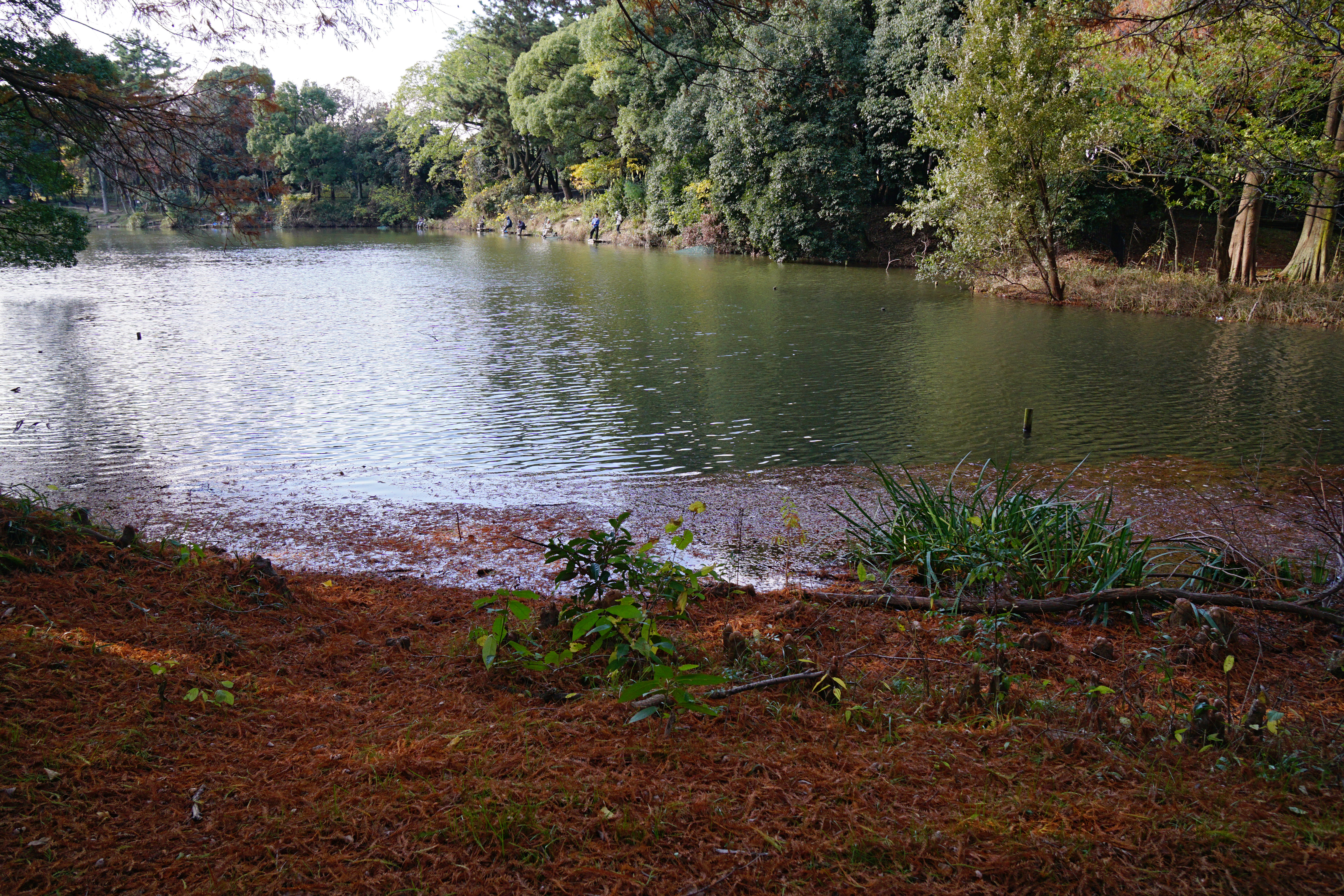
服部綠地內的菰池

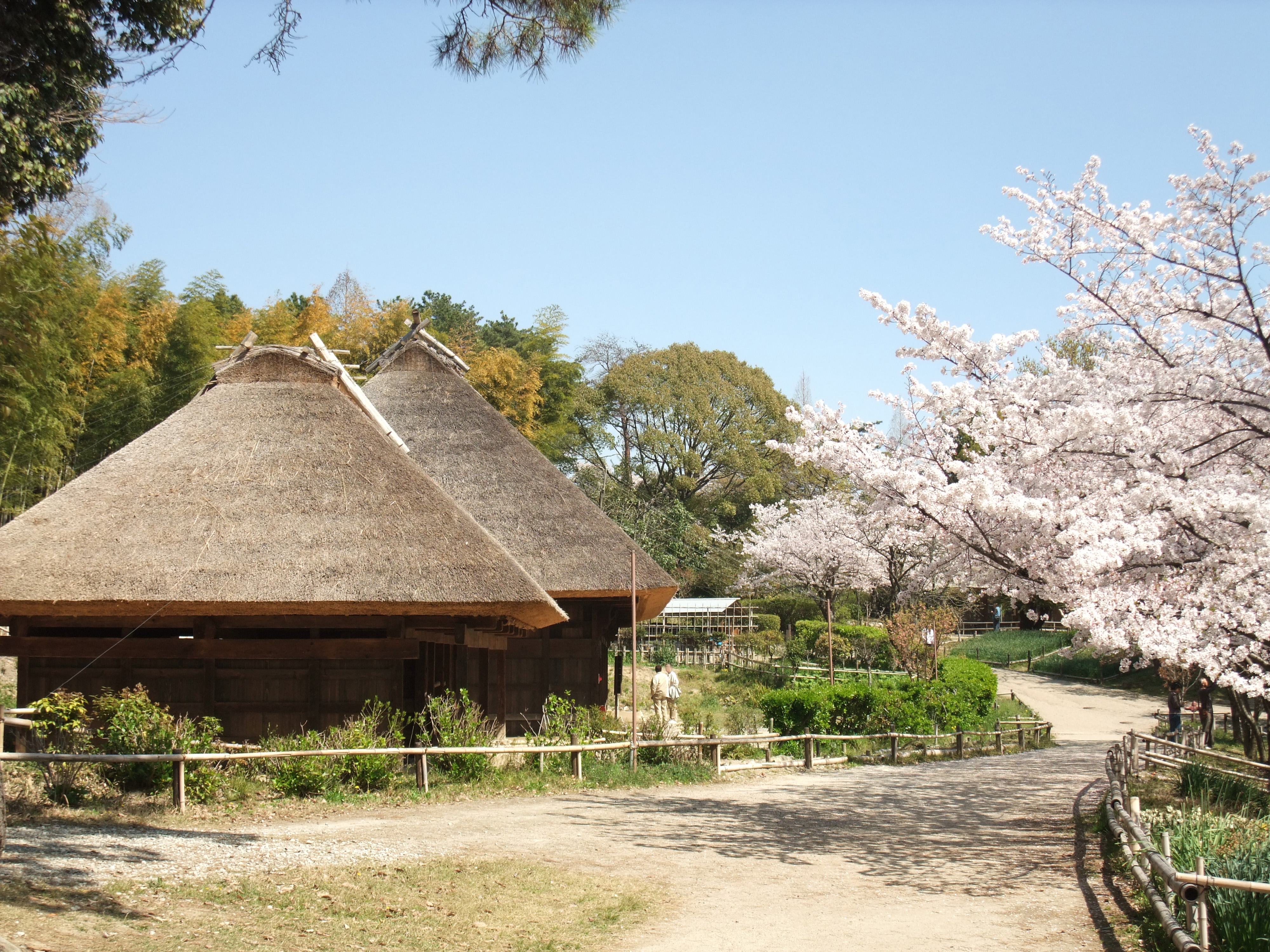
日本民家集落博物館內的日向椎葉民家

位於東部的服部綠地面積達126公頃，園區內有超過10個以上的池塘，園區內設有日本民家集落博物館，內有11棟遷移自岩手縣、奄美大島等地於17世紀至19世紀期間所建之民房；整個公園也已被列入日本的都市公園100選和日本的歴史公園100選，
一般被稱為「夏季甲子園」的全國高等學校棒球錦標賽，在1915年第一次舉辦時的地點即位於轄內的豐中運動場，此球場在1922年後遭到拆除，現已成為住宅區；2017年為紀念此地，設立了「高校棒球發祥之地紀念公園」。

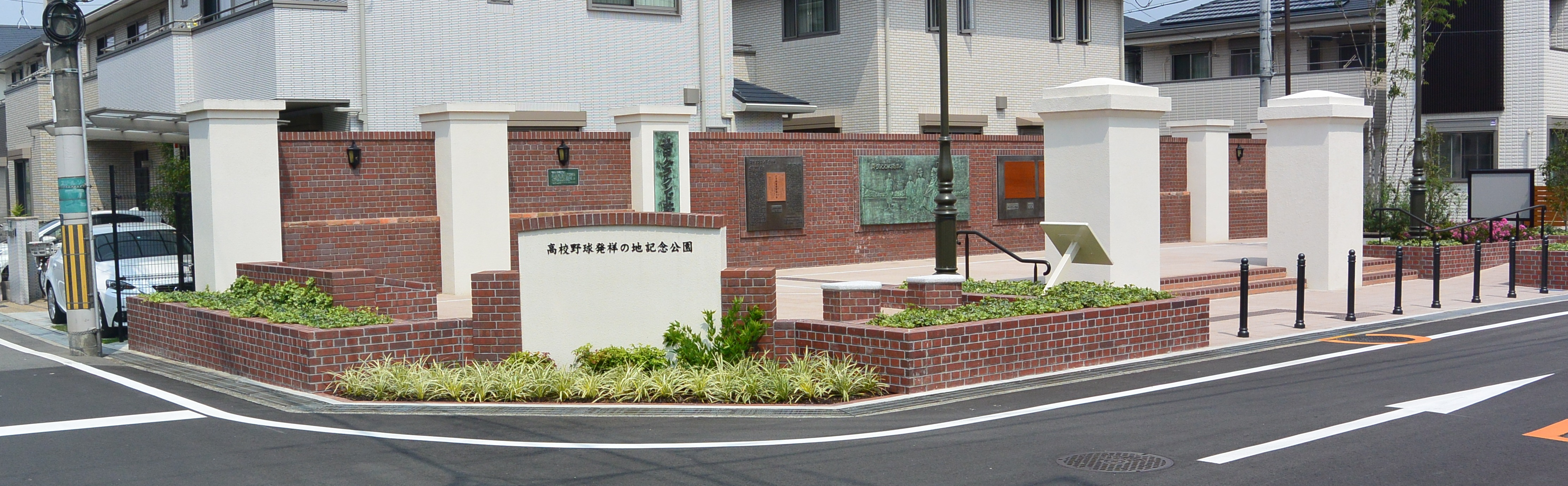
2017年整新後的高校棒球發祥之地

## 教育
位於豐中市的高等教育學校包括位於轄區北部的大阪大學豐中校區和位於轄區南部的大阪音樂大學；此外也有大量私立中小學，包括與曾經因日本首相安倍晉三引起爭議的学校法人森友学园設立瑞穗之國國紀念小學院一案，引起爭議的校地也是位於豐中市。

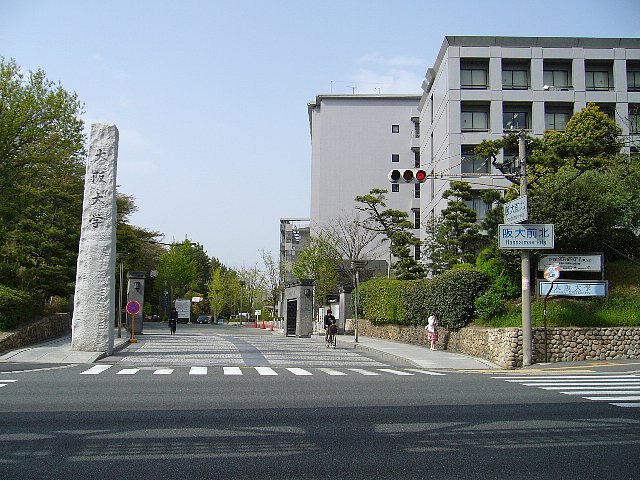
大阪大學豐中校區
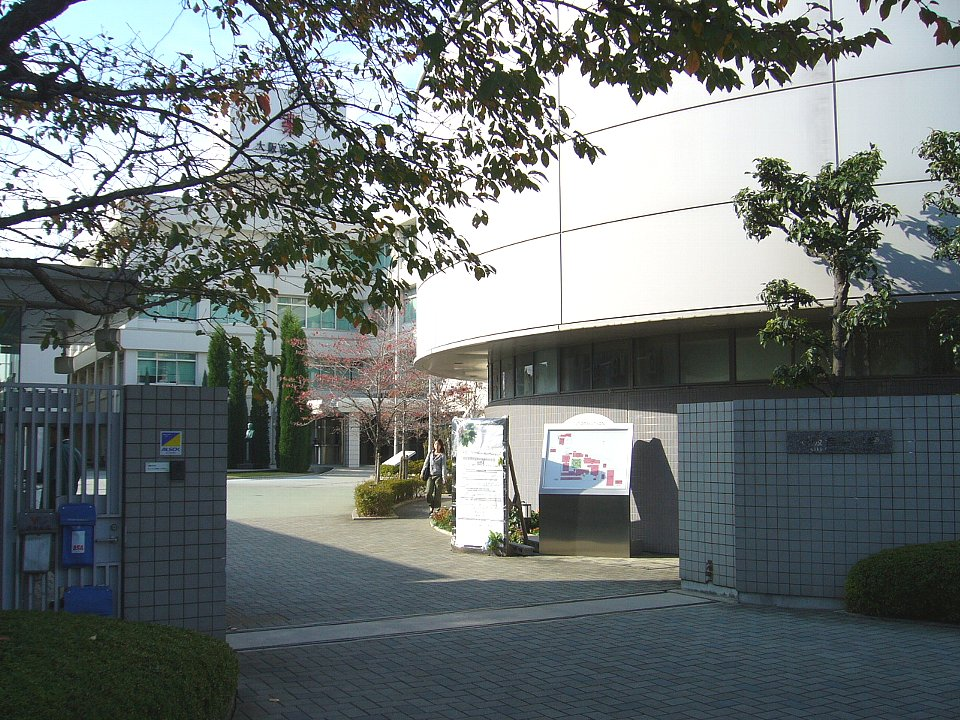
大阪音樂大學
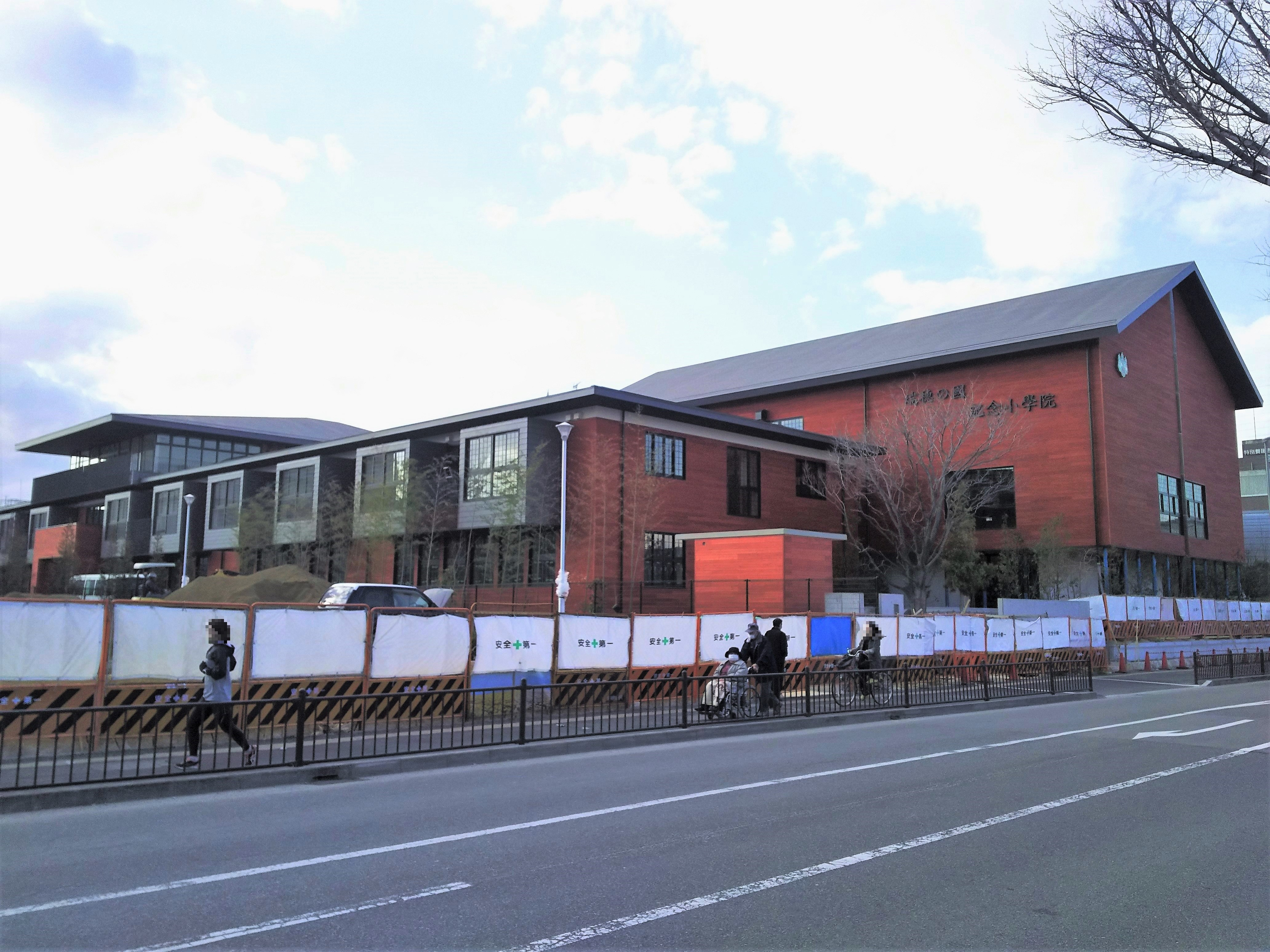
原瑞穗之國國紀念小學院的校舍，但該校最後並未營運

## 姊妹、友好城市

### 日本
- 沖繩市（沖繩縣）
1964年豐中市前往當時仍為美軍治理之下的胡差市弔念二次大戰期間沖繩戰役中在當地戰死的豐中市出身的士兵，此後兩地市政府間開始密切交流，豐中市也開始支援胡差市職員的教育訓練；1972年沖繩管轄權從美國移交回日本，胡差市也在1974年合併為沖繩市，兩地遂於同一年11月3日締結為兄弟都市。[6]

### 海外
- 聖馬刁（美國加利福尼亚州聖馬刁郡）
1962年夏天來自聖馬刁的學生透過基督教青年會的活動來到豐中市，當時有學生認為緊鄰大阪國際機場的豐中市和緊鄰舊金山國際機場聖馬刁的環境氣氛非常相似，此後告知了其當時在聖馬刁擔任市議員的父親，也因此促成了兩地的交流；兩地在1963年10月8日締結為姊妹都市。[7]

## 外交機構
- 俄羅斯駐大阪總領事館

原本中華人民共和國駐大阪總領事館設於豐中市，1985年已遷至大阪市。

## 本地出身之名人
- 相泽梨纱：歌手、电波组.inc成员
- AiNA THE END：歌手、BiSH成员
- 遠藤章造：演員以及搞笑藝人
- 大黑將志：足球選手
- 河井律子：漫畫家
- 木南晴夏：演員
- 神前曉：作曲家、編曲家、音樂製作人
- 許斐剛：漫畫家
- 紺野真晝：演員
- 清水章夫：棒球選手
- 新谷薰：漫畫家
- 陶山章央：配音員
- 田中直樹：搞笑藝人以及演員
- 堤抄子：漫畫家
- 手塚治虫：漫畫家
- 永澤菜教：配音員
- 西村由紀江：鋼琴家及作曲家
- 寶生舞：演員
- 松島綠：政治人物
- 松本孝弘：搖滾組合B'z吉他手、作曲家、編曲家及音樂製作人
- 真矢美季：演員
- 矢井田瞳：創作型歌手
- 山井大介：棒球選手
- 山田洋次：電影導演
- 小川慶治朗：足球選手

## 外部連結
- （日語） 豐中市的Facebook專頁
- （日語） 豐中市官方宣傳的X（前Twitter）